# Immanuel-Kant-Gymnasium (Berlin)
Das Immanuel-Kant-Gymnasium ist eine öffentliche Oberschule mit mathematisch-naturwissenschaftlichem Profil im Ortsteil Rummelsburg des Berliner Bezirks Lichtenberg. Sie ist nach dem deutschen Philosophen Immanuel Kant benannt.
In Berlin gibt es ein weiteres Gymnasium mit dem Namen Kants, das Kant-Gymnasium in Berlin-Spandau.

## Profil
Als Schule besonderer pädagogischer Prägung ist das Immanuel-Kant-Gymnasium Mitglied im Berliner Netzwerk mathematisch-naturwissenschaftlich profilierter Schulen und kooperiert mit der Humboldt-Universität beispielsweise mit dem Project ZE1 Teachers at universities über Mathematik und ihre Didaktik sowie mit der Sommerschule Lust auf Mathematik im Jugendbildungszentrum Blossin. Die Schule nimmt am Erasmus+-Projekt INNOMATH zur Förderung mathematisch begabter Schüler teil. Es gibt viele verschiedene Arbeitsgemeinschaften. Daneben existiert auch Förderunterricht für Schüler mit Lernschwierigkeiten in verschiedenen Fächern.
Die Schule wurde 2024 durch den Zoo und den Tierpark Berlin für ihr Projekt Schulhof-Bienen als eine von vier Berliner Schulen mit dem Artenschutzpreis „Zurück zur Natur“ ausgezeichnet.
Das Immanuel-Kant-Gymnasium gehörte bei der Neuanmeldung für das Schuljahr 2023/24 zu den neun gefragtesten Gymnasien Berlins.

## Schülerschaft
Im Schuljahr 2024/25 hat die Schule 901 Schüler. Von ihnen haben 12,9 Prozent eine nichtdeutsche Herkunftssprache.

## Geschichte
Im Jahr 1904 wurde in Karlshorst, damals ein Ortsteil von Friedrichsfelde, eine private Schule in der Dönhoffstraße 9 gegründet, in der Mädchen und Jungen nach der 4. Klasse aufgenommen und gemeinsam unterrichtet wurden – zur damaligen Zeit eine Besonderheit. Jungen legten nach acht Jahren das Abitur ab, Mädchen erreichten nach sechs Jahren die mittlere Reife. Die Schule wurde seit 1905 von Meta Horter geleitet. 1912 übernahm die Gemeinde Friedrichsfelde die Hortersche Privatschule. 1914 wurde ein neues Gebäude für die höheren Schulen von Friedrichsfelde in der Treskowallee (heute Hochschule für Technik und Wirtschaft) eingeweiht, ein Realgymnasium für Jungen und ein Lyzeum für Mädchen. 1921 bekam das Realgymnasium den Namen Kant-Schule.
1947 zog die Kant-Schule (nun eine Oberschule mit den Klassen 9 bis 12) in die Fischerstraße 36 in der Nähe des Nöldnerplatzes um (heute Max-Taut-Schule). Aufgrund der Bildungsreform in der DDR wurde sie 1959 eine Erweiterte Oberschule, die seit 1983 nur noch die Klassen 11 und 12 umfasste. 1988 wurde der Standort in die Schulze-Boysen-Straße 38 verlegt. Seit 1991 befindet sich das Gymnasium in der Lückstraße. Hier war in der DDR-Zeit die 22. Polytechnische Oberschule Max Lingner untergebracht. 2008 fusionierte das Kant-Gymnasium wegen sinkender Schülerzahlen mit dem Georg-Forster-Gymnasium aus der Dolgenseestraße, behielt aber seinen traditionellen Namen.
Die Immanuel-Kant-Oberschule erhielt 1977 den Karl-Marx-Orden, die höchste Auszeichnung der DDR.

## Gebäude
Das Gebäude wurde 1906 nach Plänen von Adolph Schlicht als Gemeindeschule für Rummelsburg errichtet. Der drei- bis viergeschossige verputzte Ziegelsteinbau mit einem auffälligen Treppenturm wird durch eine Uhrenlaterne bekrönt. Die Straßenfront ist mit Kunststein verkleidet, auf einem Erker in der ersten Etage des angebauten ehemaligen Rektorenwohnhauses ist die Skulptur eines Schülers auf einer Schnecke sitzend und ein Buch lesend zu sehen.
Das Gebäude in der Lückstraße stand bis in die 1990er Jahre unter städtebaulichem Denkmalschutz. Für Modernisierungs- und Instandsetzungsarbeiten wurden Ende der 2000er Jahre 2,9 Millionen Euro aufgewendet.

## Persönlichkeiten
- Willi Finger-Hain (1895–1970), Schriftsteller, Deutschlehrer 1945 bis in die 1950er Jahre
- Sergei Schilkin (1915–2007), deutsch-russischer Unternehmer, Abitur 1936
- Otto W. Haseloff (1918–1989), Psychologe, Abitur 1937
- Herbert Knauer (1931–2024), Chemiker und Ingenieur, Abitur 1948
- Peter Michel (* 1938), Kunstwissenschaftler, Abitur 1955
- Vincent von Wroblewsky (* 1939), Autor und Übersetzer, Abitur 1959
- Elke Austenat (* 1945), Ärztin, Abitur 1963
- Stephan Göritz (1960–2018), Hörspielautor, Abitur 1980
- Jens Bisky (* 1966), Journalist und Autor, Abitur 1985